# Microdebilissa bicolor
Microdebilissa bicolor là một loài bọ cánh cứng trong họ Cerambycidae.